# 頭中将
頭中将（とうのちゅうじょう）は、日本の律令制における公家官職の呼称の一つ。位階が四位の殿上人で、蔵人頭（蔵人所の実質的な責任者）と近衛中将（近衛府の次官）を兼任した者に対する通称。

## 官職の通称としての頭中将
頭中将は、蔵人頭と近衛中将の官職を兼ねた者に対する通称である。
蔵人頭の定員は2名（「両頭」）で、いずれも四位の官人が任じられ、文官と武官が分け合った。
武官の蔵人頭は近衛府の次官である近衛中将が兼帯して補任されることが多かった（頭中将）。なお文官の蔵人頭は弁官（大弁または中弁）から選ばれ、「頭弁」（とうのべん）と通称された。
平安時代末期の学者である藤原俊憲の著書『貫頭秘抄』には、頭中将は「禁中万事」を申し行い、頭弁は「天下巨細」を執奏するとされ、頭中将は宮中における側近奉仕を担当し、頭弁は天皇と太政官の間で政務に関する連絡を担当したと記されている。
頭中将は天皇の側近くに仕えることが主たる務めとされ、将来の高官候補者である上流貴族の子弟が、近衛少将から近衛中将に昇進した後に蔵人頭を兼ねて頭中将となり、その後、公卿に昇進する例が多かった。
江戸時代に入ると、近衛（権）中将が蔵人頭を兼ねて頭中将に昇進する経路が確定し、大臣家からの2名（正親町三条実有・中院通知）を例外として羽林家から任じられることになった。しかし、名家出身の弁官が五位蔵人（定員3名）を経て頭弁に昇進する経路も確定している中で、事務に長けた頭弁と五位蔵人の3名が人的に結びついて事務に通じていない頭中将を苛めるケースもあり、中には心労で亡くなった者もいたため、「頭中将になると殺される」と影で言われていたとされる（下橋敬長『幕末の宮廷』）。そのため、頭中将の中には頭弁や五位蔵人達を飲食などで懐柔して味方に取り込む者もいたという。

## 源氏物語の頭中将
頭中将は、『源氏物語』の登場人物の一人の通称としても使われている。この頭中将は、光源氏の年長の従兄に当たり、親友であり、義兄であり、恋の競争相手であり、また政敵でもあった。ただし、この場合の頭中将は固有名詞に近い形で使用されているが、『源氏物語』本文では、この人物は、年齢と経歴を積むにつれ、そのときどきの官職などで呼ばれており、一貫してこの名で呼ばれている訳ではない。彼が重要人物となる第4帖「夕顔」での官職が頭中将であったため、後世の読者からこう呼ばれている。その後、権中納言、右大将、内大臣を経て、最終的には太政大臣まで出世して、引退後の晩年は「致仕の大臣」（ちじのおとど）と呼ばれる。全54帖の第1帖「桐壺」から第39帖「御法」まで登場する。

### 設定
出自は藤原氏。桐壺帝の治世の左大臣の嫡男。母は桐壺帝の妹大宮で、光源氏の正妻である葵の上と同腹（兄とされることが多いが、年齢差は不明）。華やかな美貌で背はそびえるように高く、文雅にも秀でており、特に和琴は源氏以上の名手として知られる。青年時代は源氏と並び称される貴公子であり、しばしば同じ女性を巡り競ったりもした。源氏の息子で亡き葵の上の忘れ形見（つまり甥）である夕霧を可愛がっており、頭中将の娘の雲居の雁絡みで関係がこじれるまでは親子同様の仲の良さであった。子供は十余人（うち娘は四人）。

### 人物
第21帖「少女」では、人柄はきっぱりしていて立派、思慮もしっかりしており、学問に熱心で政務に詳しい、とある。源氏不遇の折、時の権力に睨まれるのも恐れず、須磨へ遁世した源氏をただ一人見舞いに訪れて励ました。また、自身の娘である雲居の雁と夕霧の恋愛を怒り狂って阻むなど、良くも悪くも明確な、男らしい性格の人物として描かれている。
しかし、作中では好意的な描かれ方をされるときとされないときとの差が大きいため、研究者からは、キャラクターとして一貫しておらず、分析に値しない、と言った辛口な評価もある。また、年長ながら基本的には官位は常に源氏の一ランク下であり、相争う際には常に源氏に後れを取るなど、いわば当て馬のような扱いを受けることも少なくない。頭中将の元側室で光源氏とも情を通じた夕顔の遺児である玉鬘の件でも、頭中将は実父でありながら、実質的な後見は源氏にとられてしまった。

### 妻子
正妻は桐壺帝の右大臣の四の君（桐壺帝の妃である弘徽殿女御の妹、朧月夜の姉）。柏木、紅梅、冷泉帝の妃となる弘徽殿女御は、正妻との間の子である。若い頃は正妻との疎遠を義父（舅）の右大臣に嘆かれていたが、壮年期には病床の柏木を二人で看病する姿が描かれている。
側室では、雲居の雁の母（皇族出身）と夕顔（三位中将の娘、玉鬘の母）の二人が知られるが、雲居の雁の母は後に離婚して按察大納言と再婚（このとき雲居の雁は祖母の大宮に預けられた）、夕顔は正妻の脅しにあって姿を消してしまった。また、一時情けをかけたらしい相手として、近江の君を産んだ身分の低い女性がいる。
早逝した嫡男・柏木の正妻・落葉宮が、雲居の雁の夫である夕霧と再婚した事で不快感を示し、彼女にあてて恨み事を書いた文を送る場面がある。